# Ceserana
Ceserana ist ein Ortsteil (Fraktion, italienisch frazione) der italienischen Gemeinde Fosciandora in der Provinz Lucca in der Toskana.

## Geografie
Der Ort liegt etwa ein Kilometer nördlich des Hauptortes Fosciandora, etwa 30 km nördlich der Provinzhauptstadt Lucca und etwa 75 km nordwestlich der Regionalhauptstadt Florenz. Der Ort liegt in der Landschaft der Garfagnana im oberen Serchiotal etwa 1 km östlich am linken Ufer des Serchio bei 407 m s.l.m. und hatte 2001 158 Einwohner. 2011 waren es 143 Einwohner. Nächstgelegener Ort neben Fosciandora ist Castelnuovo di Garfagnana, etwa 4 km westlich gelegen.

## Geschichte
Der Ort wurde 996 als Finibus Cicerani von Papst Johannes XV. oder Papst Gregor V. den Ronaldinghi zugewiesen. Durch diese Verbindung blieb der Ort in mehreren Konflikten zwischen Lucca und Pisa auf der päpstlichen Seite der Pisaner. 1170 wurde der Ort von Lucca angegriffen und erlitt schwere Schäden an der Burg und den Wehrmauern. Zwei Jahre später trat man auf Grund des Druckes aus der Lega Pisana aus und begab sich unter die Herrschaft der Republik Lucca. Von 1185 bis 1197 unterstand der Ort Barbarossa und dann seinem Sohn, kam dann zu Lucca zurück und begab sich 1227 erneut unter päpstliche Herrschaft. Die Konflikte um die Herrschaft in der Garfagnana entschied Lucca für sich und teilte Ceserana 1272 ins Vicaria di Castiglione ein. Aufgrund der weiteren Konflikte um die Vorherrschaft in der Garfagnana bat der Ort 1451 um Schutz bei den d’Este aus Modena, bei denen sie, mit Ausnahme der Zeit der Napoleonischen Besetzung, bis zur Einheit Italiens im 19. Jahrhundert verblieben.

## Sehenswürdigkeiten

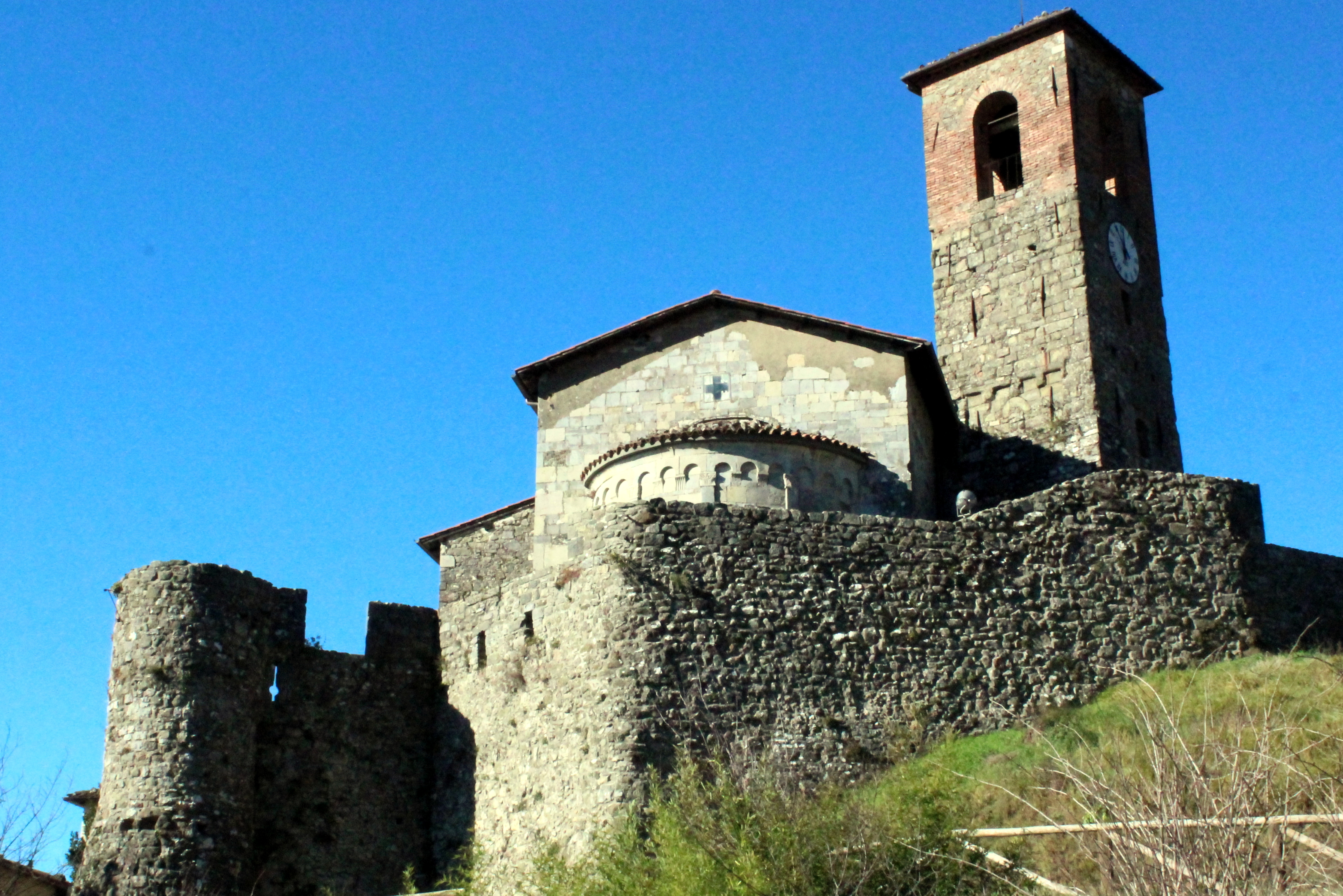
Rocca Estense mit Kirche Sant’Andrea

- Rocca di Ceserana (auch Rocca Estense[6]), Burgruine oberhalb des Ortes, die um das 12. Jahrhundert entstand und 1309 als Ciciorana Castello dokumentiert wurde. Mit der Übernahme der d’Este im 15. Jahrhundert wurde die Burg bis 1474 und 1616[5] umgebaut und verstärkt.[4]
- Sant’Andrea, Kirche in der Pfarrei Sant’Andrea e Santa Maria[1]. Die Kirche gehört zum Erzbistum Lucca und befindet sich innerhalb der Wehrmauern der ehemaligen Burg. Erstmals erwähnt wurde sie im 10. Jahrhundert als den Gütern des Heiligen Stuhl zugehörig. In der heutigen Form entstand die Kirche im 12. Jahrhundert als Teil der Burg. Erneute Erwähnung fand sie 1168 in einem Dokument von Papst Alexander III., die Taufrechte bekam sie von Papst Urban VI. 1388. Die Kirche wurde im 17. Jahrhundert vergrößert und 1844/1845 sowie 1969 restauriert. Der heutige Campanile entstand aus einem der  Wehrtürme der alten Festung, die Fassade und die Apsis sind noch heute größtenteils in der Originalform.[6] Im Inneren enthält die Kirche zwei Holzstatuen (San Giacomo und Sant’Andrea), die am Ende des 14. Jahrhunderts entstanden.[5]

## Verkehr

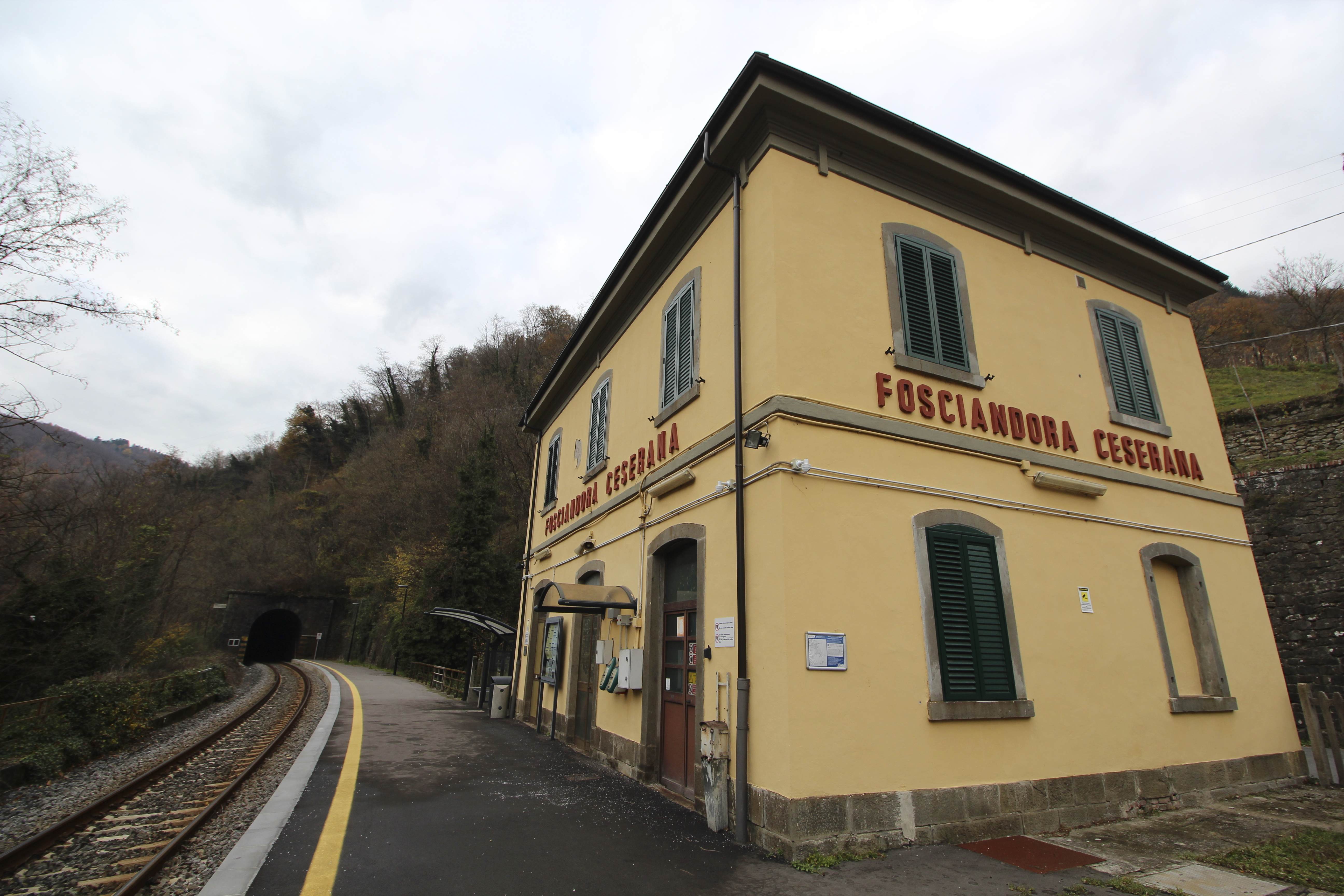
Der Bahnhof Fosciandora-Ceserana

- Der Haltepunkt Fosciandora-Ceserana liegt an der Bahnstrecke Aulla Lunigiana–Lucca, etwa 1 km westlich von Ceserana.
- Die Staatsstraße Strada statale 445 della Garfagnana verläuft etwa 1 km westlich von Ceserana.